# Oct-4
Oct-4 (octamer-binding transcription factor 4) または、POU5F1 (POU domain, class 5, transcription factor 1)は、POU5F1 遺伝子によってコードされているヒトのタンパク質の一つである。Oct-4はPOU（Pit-Oct-Unc）ドメインをもつ転写因子群であるPOUファミリーのホメオドメイン転写因子であり、未分化胚性幹細胞の自己複製に密接に関与している。それ故、Oct-4は未分化細胞のマーカーとして頻用される。Oct-4の発現は厳密に調節されており、その発現の増加ないし抑制が細胞の分化を誘導すると考えられている。